# Опера-Комик (Осло)
Опера Комик (норв. Opera Comique) — первая постоянная оперная труппа в Норвегии. Она давала представления в здании по адресу Стортингсгата («Парламентская улица»), дом № 16, и существовала с 1918 по 1921 год.
Её первой крупной постановкой стала опера Вагнера «Тангейзер» с тенором Эрлингом Крогом в главной роли. Всего труппа успела поставить 26 опер, в том числе норвежскую «Похищенную невесту» композитора Герхарда Скельдерупа.

## История
К 1918 году на Стортингсгате и в её окрестностях уже работало множество развлекательных заведений. К ним относился концертный зал Брёдрене (Стортингсгата, 22/24), появившийся в 1880 году, развлекательный центр Тиволи (Стортингсгата 20), работавший с 1890 года, Национальный театр (Стортингсгата 15), основанный в 1899 году, Театральное кафе (Стортингсгата, 24, появилось в 1900 году), кабаре Chat Noir (Клингенберггата, 5) и кинотеатры: «Кинематограф-театр» (Стортингсгата, 12), «Био-кино» (Стортингсгата, 14), «Косморама» (Стортингсгата, 4) и «Бульвар» (Стортингсгата, 10).
Строительство здания с деловой площадкой и сценой по адресу Стортингсгата, 16 началось в 1917 году. После долгих дискуссий было решено, что новое здание будет использоваться для постановок оперы, поскольку в Осло этот вид искусства тогда ещё не был представлен. Строительство здания по проекту норвежского архитектора Генри Колла было закончено в 1918 году.
Первая оперная постановка в театре прошла 30 ноября 1918 года. Бенно Сингер, директор Тиволи, основал и руководил его труппой после того, как было принято решение о передаче этого здания под оперу. Появление в Осло постоянной оперной труппы предоставило норвежским оперным исполнителям возможность развиваться в своей домашней среде. Среди тех, кто выступал в Опера-Комик, была и всемирно известная норвежская оперная певица Кирстен Флагстад. В течение трёх лет существования труппы её художественным руководителем был венгерский тенор Александр Варнай (1889—1924), отец певицы Астрид Варнай. Его супруга оперная певица (колоратурное сопрано) Мария Явор (1889—1976) также выступала на сцене этого театра.